# Blažej Kašný
Blažej Kašný (20. září 1916 Koryčany – 16. července 1976 Kroměříž) byl český zbrojíř a mechanik 312. československé stíhací perutě.

## Život

### Před druhou světovou válkou
Blažej Kašný se narodil 20. září 1916 v Koryčanech na Kroměřížsku v rodině drába Blažeje Kašného staršího a Augustýny, rozené Škárové. V rodném městečku vychodil obecnou a měšťanskou školu. Mezi lety 1931 a 1934 se v Buchlovicích vyučil obchodním příručím a touto profesí se následně živil. Souběžně v Uherském Hradišti vystudoval dvouletou obchodní školu, kterou dokončil v roce 1936, poté začal žít v Buchlovicích. Byl členem Sokola a trampského oddílu Kluci náhody. Prezenční vojenskou službu nastoupil v roce 1938 u Hraničářského pluku 19 v Žamberku a stal se příslušníkem posádky dělostřelecké tvrze Adam. Absolvoval kurz velkých kulometů proti letadlům a dosáhl hodnosti svobodníka. Po Mnichovské dohodě a odstoupení pohraničí nacistickému Německu se vrátil do Buchlovic.

### Druhá světová válka
Ještě před německou okupací v březnu 1939 vstoupil Blažej Kašný do protinacistického odboje v řadách Obrany národa a stal se velitelem družstva v druhé četě buchlovické roty. Po jejím prozrazení opustil 14. prosince 1939 ilegálně Protektorát Čechy a Morava a přes Slovensko se dostal do Budapešti, kde se přihlásil na francouzském konzulátu. Poté se přes Záhřeb, Bělehrad, Řecko, Turecko, Sýrii a Bejrút dostal do Marseille, kam dorazil 19. února 1940. O tři dny později byl v Agde zařazen do zde vzniklé jednotky Československé armády v zahraničí. Vzhledem ke svému předchozímu výcviku byl přičleněn k protiletecké obraně letecké základny v Chartres, kde se aktivně zúčastnil bitvy o Francii. Po jejím pádu se 22. června 1940 evakuoval do Spojeného království. Zde byl přijat do Royal Air Force a přiřazen k 312. československé stíhací peruti jako zbrojíř a mechanik. U této perutě sloužil do konce druhé světové války. Dosáhl hodnosti rotmistra.

### Po druhé světové válce
Po skončení druhé světové války se Blažej Kašný vrátil do Československa a jako zbrojíř instruktor začal působit na letišti Planá u Českých Budějovic. Po komunistickém převzetí moci v roce 1948 byl z armády propuštěn. Z veřejně dostupných materiálů (bakalářská práce: Osobnosti zahraničního odboje na Uherskohradišťsku od pana Richarda Rozuma) vyplývá nepřesnost popisu poválečného života Blažeje Kašného. Ráda bych jako dcera popsala, kde a jak Blažej po válce žil. Po návratu se dostal do Kyjova, kde dne 5. 11. 1945 nastoupil do Rolnického družstva hospodářského, jehož majitelem byl pan Vratislav Chromý. Zde pracovala také Anežka Stupňánková, do které se zamiloval. Svatba se konala 28. 9. 1946. Blažej měl s Anežkou dvě děti, mě a mého bratra Petra. Z rolnického družstva odešel do Pramene Kyjov, kde byl zodpovědný za kontrolu inventur v jednotlivých prodejnách sítě Pramen. Po zrušení Pramene pracoval v podniku Potraviny Hodonín, kde to dotáhl až na pozici zástupce ředitele. Jeho bývalí kolegové na něj vzpomínali jako na skvělého vedoucího a výborného člověka. Na celopodnikových schůzích měl dle jejich vyjádření velmi dojemné proslovy, které nenechaly jedno oko suché. Zároveň vyučoval na obchodní škole v Koryčanech odborné obchodní předměty. V 55 letech odešel do penze, kterou si bohužel moc neužil, protože po dvou letech vážně onemocněl a zemřel v nemocnici v Kroměříži dne 16. 7. 1976 v nedožitých 60. letech.
lažej Kašný byl velmi inteligentní, oblíbený a charizmatický. Měl celou řadu přátel, kteří ho obdivovali nejenom pro jeho charakterové vlastnosti, ale také pro jeho zajímavý život, o kterém uměl poutavě vyprávět. Měl za sebou historii, které tehdejší režim nepřál, ba právě naopak. Nemohl tak využít svých schopností a znalostí. Mluvil třemi světovými jazyky a byl velmi vzdělaný, přitom se vždy řídil zdravým selským rozumem. Veškerá vyprávění musela zůstat v tajnosti pouze mezi kamarády, se kterými se často a rád scházel v hospůdce u piva. Kamarádi již také nejsou mezi námi. Ani svoji rodinu historkami příliš nezatěžoval, neboť ji nechtěl za žádnou cenu ohrozit. Syn Petr, který měl ke svému otci blíže, bohužel před 13 lety zemřel.

## Ocenění

### Vyznamenání
- 1947 Československý válečný kříž 1939
- 1947 Československá medaile za zásluhy I. stupně
- 1947 Pamětní medaile československé armády v zahraničí
- 1947 Československá medaile Za chrabrost před nepřítelem

### Posmrtná ocenění
- V roce 1990 byla Blažeji Kašnému in memoriam udělena Medaile za zásluhy o Československou lidovou armádu I. stupně
- V roce 1990 byl Blažej Kašný in memoriam povýšen do hodnosti majora